# Cá sấu Dương Tử
Cá sấu Dương Tử, tên khoa học Alligator scinensis, là một loài bò sát họ cá sấu. Chúng có nguồn gốc từ miền đông Trung Quốc.

## Hình ảnh

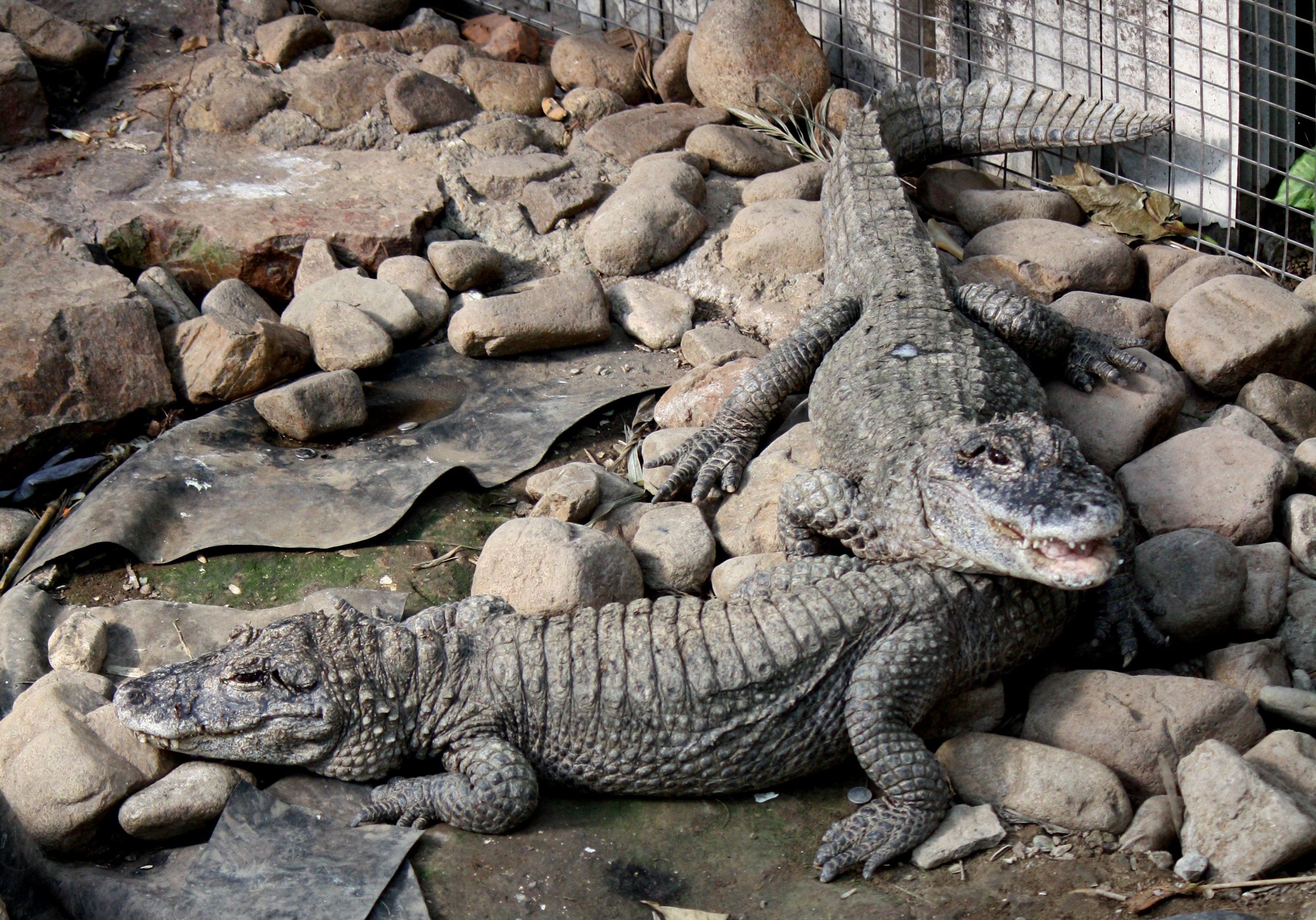
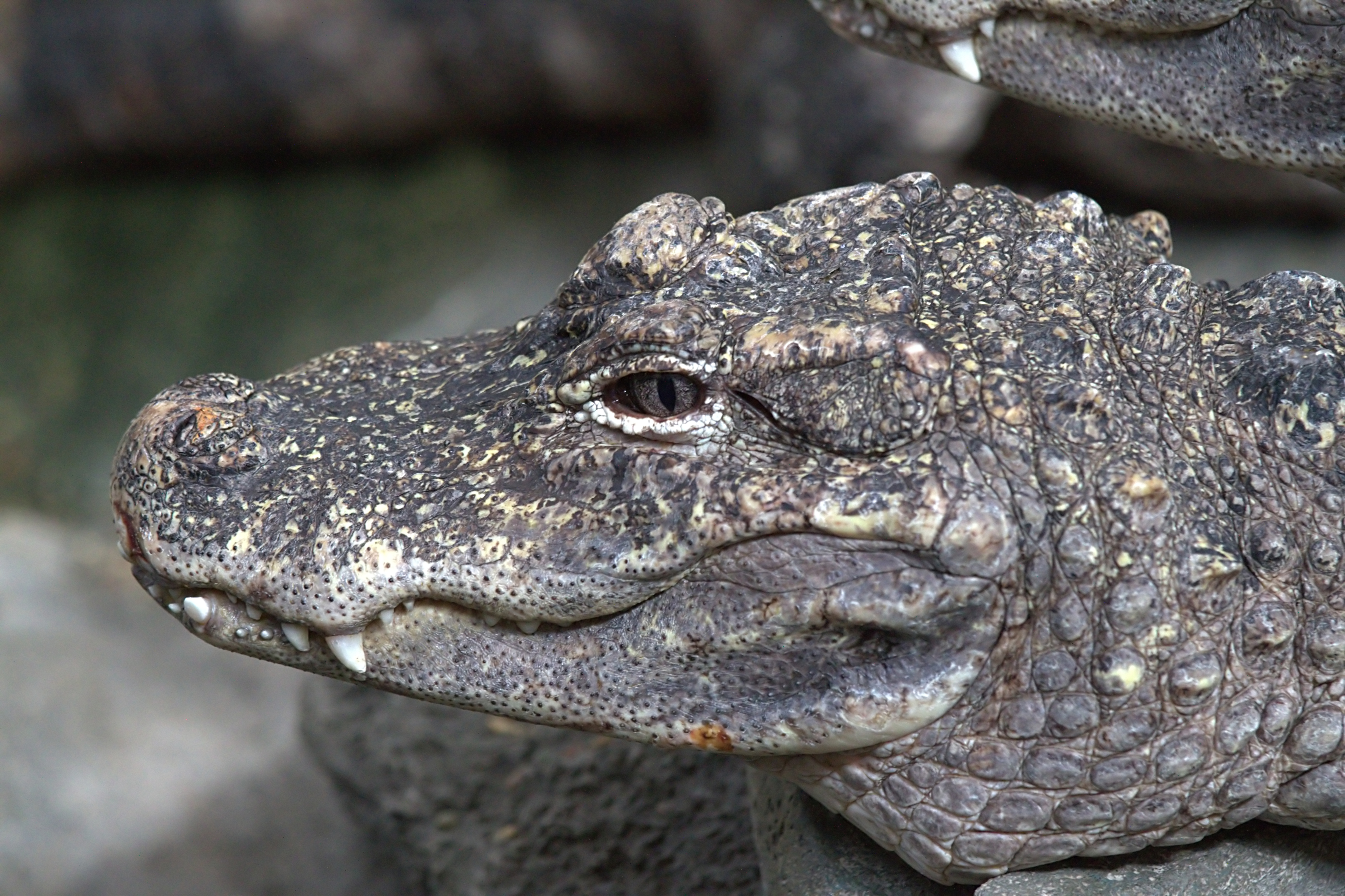
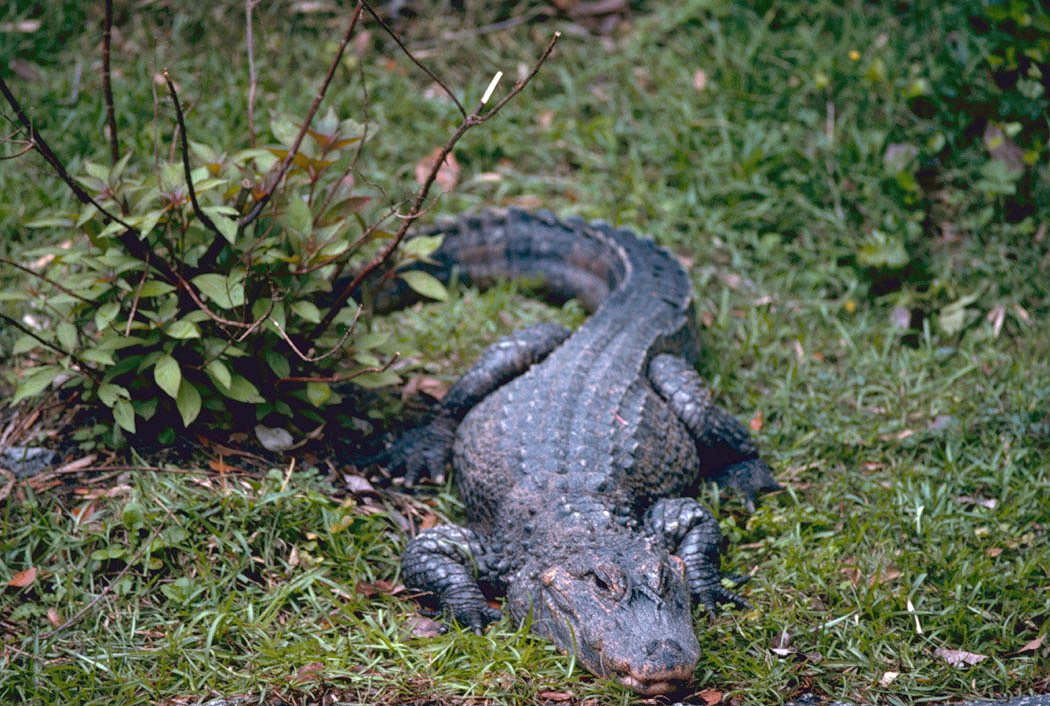
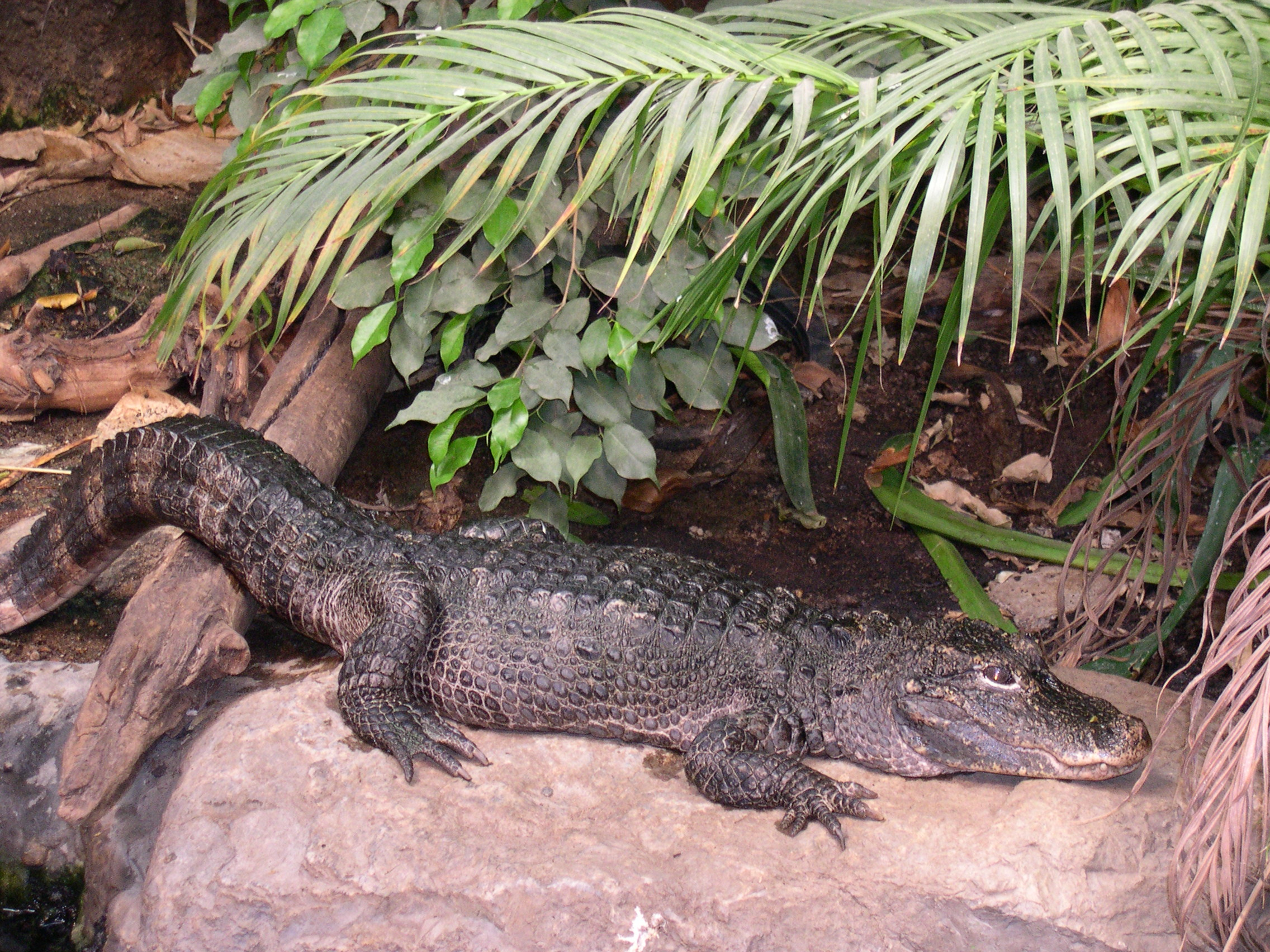
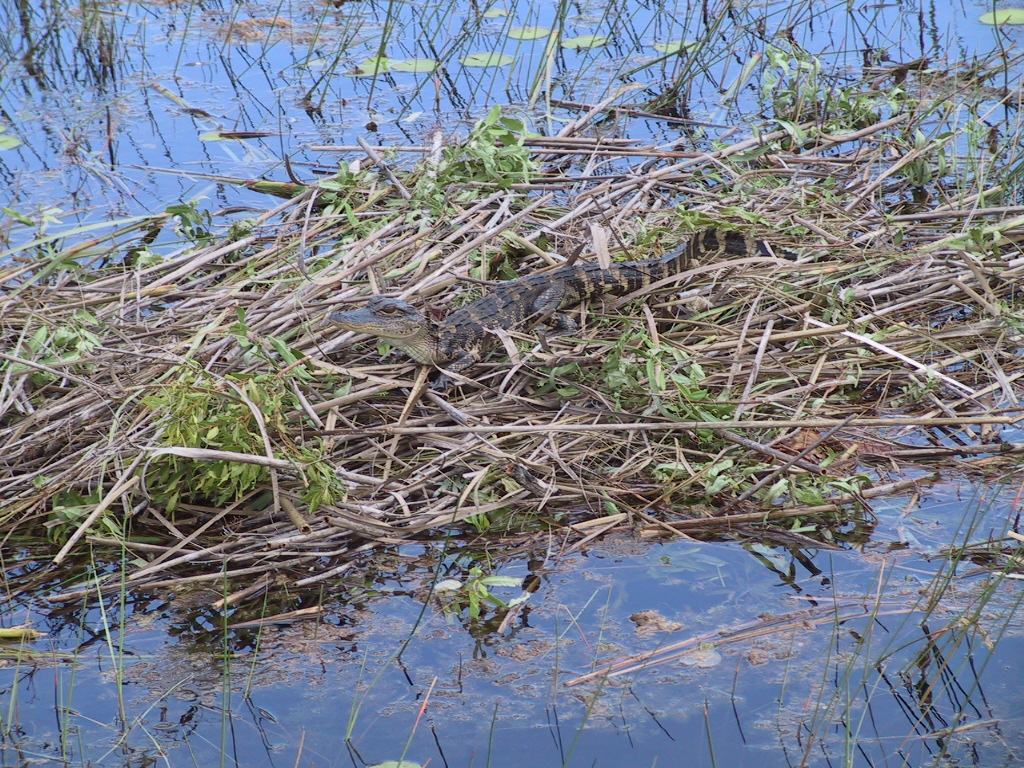
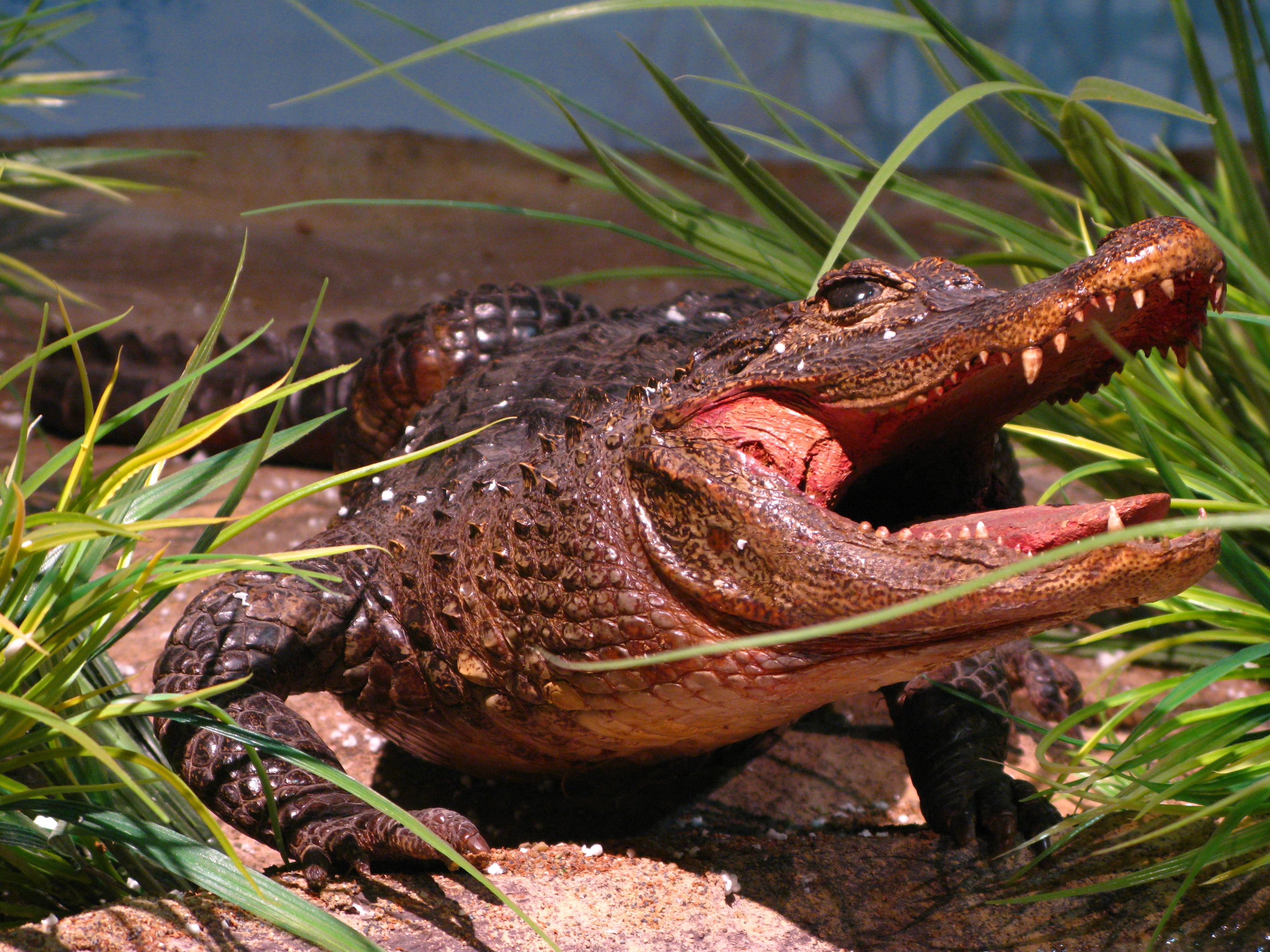

## Đặc điểm
Cá sấu Dương Tử có thể đạt đến chiều dài 220 cm, nhưng đa số là từ 150 đến 180 cm. Cá thể đực thường to và nặng hơn cá thể cái. Lớp da chủ yếu có màu vàng xám, phần trên lưng và đuôi có vệt sẫm màu. Cá sấu Dương Tử có bốn chi ngắn và khỏe, mỗi bàn chân có năm móng. Phần đuôi có tác dụng như bánh lái khi bơi.

## Phân bố
Cá sấu Dương Tử sống ở cửa Sông Trường Giang và các sông lân cận bờ biển Trung Quốc thuộc các tỉnh An Huy, Chiết Giang và Giang Tô. Trước đây loài này phân bổ ở nhiều khu vực khác thuộc Trung Quốc và Hàn Quốc, trong những năm 1978 tới 1998, phạm vi phân bố này đã thu hẹp xuống hơn 90 phần trăm.

## Tập tính
Cá sấu Dương Tử sống ở vùng nước tĩnh như đầm lầy, ao hồ hay những khúc sông chảy chậm. Phần lớn thời gian loài này sống dưới nước. Cũng giống như cá loài khác thuộc bộ cá sấu, Cá sấu Dương Tử là loài ăn tạp. Thức ăn chủ yếu là cá, thủy cầm và các động vật nhỏ. Cá sấu con ăn côn trùng và ốc.

## Chi và loài
Cá sấu Dương Tử (Alligator sinensis) thuộc Bộ Cá sấu. Cá sấu Dương Tử và Cá sấu mõm ngắn Mỹ là hai loài thuộc Họ Cá sấu mõm ngắn.
Bộ Cá sấu (Crocodylia)
- Cá sấu mõm ngắn (Brevirostres)
  - Họ Cá sấu (Crocodylidae)
  - Họ Cá sấu mõm ngắn (Alligatoridae)
    - Cá sấu Caiman (Caimaninae)
    - Chi Cá sấu mõm ngắn (Alligator)
      - Cá sấu mõm ngắn Mỹ (Alligator mississipiensis)
      - Cá sấu Dương Tử (Alligator sinensis)
- Cá sấu mõm dài (Gavialidae)

## Tình trạng bảo tồn
Cá sấu Dương Tử đang đứng trước nguy cơ đe dọa tuyệt chủng. Trước đây loài này bị săn bắt để lấy da, thịt và làm đồ lưu niệm. Ngày nay việc săn bắt bất hợp pháp vẫn tiếp tục diễn ra. Một nguyên nhân khác là phá hủy môi trường sống. Cá sấu Dương Tử được đưa vào sách đỏ của Liên minh Bảo tồn Thiên nhiên Quốc tế từ năm 1982. Các sản phẩm từ Cá sấu Dương Tử được nêu trong danh sách của CITES, việc trao đổi buôn bán bị cấm. Trên thế giới hiện còn khoảng 120 cá thể loài này trong tự nhiên. Tại Trung Quốc đã diễn ra thử nghiệm nhân giống Cá sấu Dương Tử tại Trung tâm nhân giống. Vào tháng 12 năm 2008 có 111 cá thể Cá sấu Dương Tử được nuôi tại 40 vườn thú trên thế giới phục vụ cho mục đích khoa học.